# Talište
Talište je temperatura pri kojoj neka tvar prelazi iz čvrstoga u tekuće agregatno stanje. Ovisi o tlaku, ali se u tablicama za pojedine tvari obično navode vrijednosti tališta kod atmosferskog tlaka (101 325 Pa). Pod većim tlakom talište se snižava, a pod manjim povisuje. Talište slitina i čvrstih otopina redovito je niže od tališta pojedinih sastojaka.
Mnogo točnija definicija tališta (ili ledišta) jest da je to temperatura pri kojoj su čvrsta i tekuća faza neke tvari pri određenom tlaku u ravnoteži.
Temperatura skrućivanja, što je obrnuta pojava prelaska iz kapljivoga u kruto stanje, zove se krutište (za vodu se tradicionalno koristi pojam ledište). Za većinu tvari talište je jednako krutištu, na primjer kod žive su na 234,32 kelvina (−38,83 °C). Za neke se tvari razlikuju, na primjer organski se polimer agar tali iznad 85 °C, a skrućivati se počinje tek kada se temperatura spusti između 32 °C i 40 °C. Taj fenomen zovemo histereza. Kod nekih tvari, kao što je staklo, dolazi do postupnog skrućivanja bez kristalizacije pa se krutište i talište ne mogu točno odrediti. To su takozvane amorfne krutine.
Talište vode (leda) je na 0 °C (273,15 K). Ako u vodi ima sitnih čestica koje djeluju kao jezgre kristalizacije ledište je jednako talištu, međutim potpuno čista voda se može zalediti do −42 °C (231 K) prije nego što se počne smrzavati. Za razliku od vrelišta, talište je relativno neosjetljivo na promjenu tlaka. Kemijski element s najvišom temperaturom tališta koja iznosi 3.695 K (3.422 °C) je volfram. S druge strane ljestvice je helij koji se pri normalnom tlaku ne skrućuje čak ni na apsolutnoj nuli.

### Talište čistih tvari
- U čiste tvari ubrajamo kemijske elemente i kemijske spojeve, koji svi odreda imaju kristaliničnu građu.

Zagrijavanjem neke čiste tvari dolazimo do temperature taljenja, koja je znakovito svojstvo za svaku čistu tvar jer se događa unutar jednog stupnja Celzijusova (ili Kelvinova). Stoga temperatura taljenja može poslužiti za identifikaciju tvari. Smjese i amorfne krute tvari imaju razvučeno tališete unutar nekog raspona.

## Taljenje
Taljenje je fazni prijelaz tvari iz čvrstog u tekuće agregatno stanje na temperaturi tališta. Kristalna se tijela tale na određenoj temperaturi na kojoj, zbog dovođenja topline prema kinetičkoj teoriji, energija vibracije elemenata kristalne rešetke postaje veća od energije vezâ koje sastojke rešetke drže na okupu, pa se rešetka naglo raspada i njezini sastojci postaju jedan prema drugomu slobodno pokretljivi. Amorfne krute tvari (kao staklo, bitumen, smole) nemaju talište, nego postaju postupno sve mekše i kontinuirano prelaze u tekuće stanje. One se zato smatraju tekućinama vrlo velike viskoznosti.

## Ledište
Ledište je temperatura pri kojoj neka tvar prelazi iz tekućega u čvrsto agregatno stanje. Ovisi o tlaku, ali se u tablicama za pojedine tvari obično navode vrijednosti ledišta kod normiranog atmosferskoga tlaka (101 325 Pa). Pod većim tlakom ledište se snizuje, a pod manjim povisuje. Ledište slitina i čvrstih otopina redovito je niže od ledišta pojedinih komponenata. Kako bi se pokusima utvrdila temperatura na kojoj postoji ravnoteža između čvrstog i tekućeg agregatnog stanja neke tvari, pogodnije je izmjeriti njezino talište, jer je pri određivanju ledišta često potrebno pothlađivanje tvari da bi započela kristalizacija.

Temperatura ledišta nekog otapala (voda, alkohol, aceton...) razlikuje se od temperature ledišta otopine neke krute tvari u tom otapalu. Otopine imaju nižu temperaturu ledišta od čistog otapala. Dakle otopljena kruta tvar uzrokuje sniženje temperature ledišta otopine, koje ovisi broju čestica otopljene tvari u otopini. Zato ovo svojstvo ubrajamo u koligativna svojstva otopina.
Smrzavanje ili zaleđivanje je hlađenje tvari na temperature niže od ledišta. Tako se na primjer živežne namirnice izlažu smrzavanju kako bi se postiglo bakteriostatsko djelovanje (konzerviranje).

## Talište nekih materijala
| Materijal              | Θ/°C    | T/K     |
| ---------------------- | ------- | ------- |
| helij (na 26 bar)      | −272,2  | 0,955   |
| vodik                  | −259    | 14      |
| deuterij               | −254    | 19      |
| tricij                 | −253    | 20      |
| neon                   | −248    | 25      |
| kisik                  | −218    | 55      |
| dušik                  | −210    | 63      |
| ozon                   | −193    | 80      |
| etanol (C2H5OH)        | −114    | 159     |
| klor                   | −102    | 171     |
| benzin                 | −40     | 233     |
| živa                   | −38,36  | 234,795 |
| voda                   | 0       | 273,155 |
| nitroglicerin          | 2       | 275,95  |
| benzen                 | 5,5     | 278,7   |
| vosak                  | 55      | 328     |
| naftalen               | 80      | 353     |
| trinitrotoluen         | 80,35   | 353,20  |
| sumpor (rombski)       | 113     | 386     |
| sumpor (monoklinski)   | 119     | 392     |
| šećer                  | 160     | 433     |
| litij                  | 180     | 453     |
| kositar                | 231     | 504     |
| olovo                  | 327,4   | 600,6   |
| cink                   | 419,5   | 692,7   |
| aluminij               | 660,32  | 933,48  |
| kuhinjska sol          | 801     | 1.074   |
| srebro                 | 960,8   | 1.234,0 |
| zlato                  | 1.064   | 1.337   |
| bakar                  | 1.084   | 1.357   |
| berilij                | 1.287   | 1.560   |
| željezo                | 1.536   | 1.809   |
| platina                | 1.773,5 | 2.046,7 |
| bor                    | 2.076   | 2.349   |
| volfram                | 3.422   | 3.695   |
| hafnijev karbid        | 3.890   | 4.163   |
| tantalov karbid        | 3.942   | 4.215   |
| tantal-hafnijev karbid | 4.215   | 4.488   |